# Ponte Tresa
Ponte Tresa est une ancienne commune et une localité de la commune de Tresa, située dans le district tessinois de Lugano, en Suisse.
Le 18 avril 2021, elle fusionne avec Croglio, Ponte Tresa et Sessa pour former la commune de Tresa,.

## Géographie

Photo aérienne prise par Walter Mittelholzer (1919)

C'est une ville-frontière entre la Suisse et l'Italie qui sont séparés par la rivière Tresa qui coule au milieu de la ville.